# Tata Prima
Tata Prima — сімейство середньо- і великотонажних вантажних автомобілів, що випускаються Tata Daewoo Commercial Vehicle — дочірнім підрозділом Tata Motors. На деяких ринках модель продається під назвою Daewoo Ultra Prima (Пд. Корея) та Daewoo Maximus (Пд. Африка і Україна).

## Опис

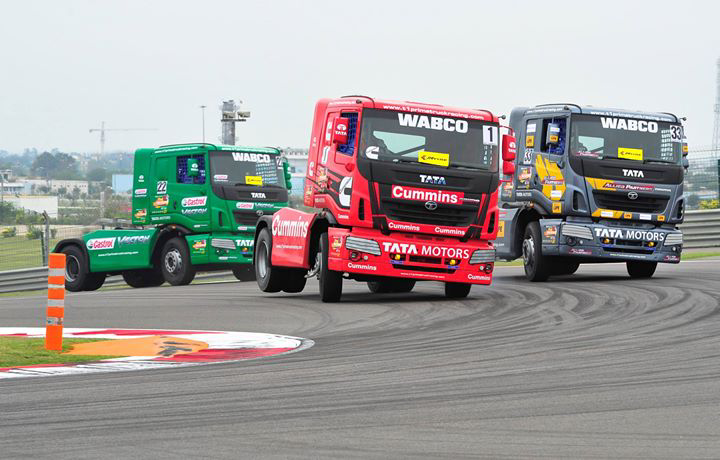
Tata Prima T1 на змаганнях

Модель було вперше представлено в 2008 році компанією як «всесвітня» вантажівка. Перша вантажівка з системою Common Rail, автоматичною трансмісією, кабіною світового класу, пневмопідвескою сидіння водія, тахографом. Кабіна оснащена таким устаткуванням як GPS, кондиціонер, регульовані в чотирьох напрямках сидіння водія і пасажира і ін.
Є десять основних варіантів автомобілів, які включають в себе бортові вантажівки вантажопідйомністю від 5 до 25 тонн, сідлові тягачі, самоскиди вантажопідйомністю від 15 до 25 тонн. Серія оснащується декількома видами двигунів: Iveco CURSOR 13, потужністю до 560 к.с., Doosan DV11S, потужністю до 450 к.с., Cummins ISM, потужністю до 440 к.с. Легкі версії оснащуються двигунами DL06K (280 к.с.) і NEF (260 к.с.). Колісні формули — 4х2, 6х2, 6х4, 8х4, 10х4. Автомобіль пропонується з трьома видами кабіни: коротка денна, спальна і висока спальна.
Tata Prima завоювала престижну південнокорейську премію — Гран Прі 2009 Good Design Selection of Korea, в 2009 році.
В 2012 році вантажівки Prima оновилися. Tata Daewoo застосувала електронну пневмопідвіску шасі, щоб поліпшити характеристики моделі, захищаючи вантаж в кузові і підвищуючи комфорт водія. Дискові гальма підвищать ефективність гальмування на 30 % в порівнянні з барабанними, встановлюваними на попередніх версіях. Модифікації піддалася електрична система, зокрема, зросла ємність акумуляторної батареї. Водії тепер можуть насолодитися вентиляцією сидінь, причому влітку вони охолоджуються, а в холодну пору року — підігріваються. На нових вантажівках застосована система Eco-driving System для підвищення паливної економічності. А ще Prima отримали нові дзеркала заднього виду з більш широким кутом огляду, ресори підвищеної вантажопідйомності, нові кольори кабіни і нові графічні оформлення. Панель приладів оснащується новим кольоровим LCD дисплеєм.
В 2017 році модель була модернізована, зміни торкнулися дизайну передньої частини і оснащення.

## Tata Prima ConsTruck
В 2011 році Tata Motors запустила продажу гаму вантажівок для будівництва Tata Prima ConsTruck. До неї увійшли 2 моделі — Prima 3128K і Prima 2528K. Tata Prima 3128K була спеціально створена для дорожніх і земельних робіт. Ця модель оснащується 270-сильним двигуном і має кузов підвищеної місткості. Tata Prima 2528K була розроблена для роботи в кар'єрах. Вантажівка оснащена потужними агрегатами, такими як міцна рама, посилена підвіска, спеціальні позашляхові колеса розмірністю 1200х24 і двигуном потужністю 270 к.с. Кондиціонер, записуючий пристрій, водійське сидіння на підвісці і ергономічна панель приладів підвищують ефективність роботи вантажівки.

## В Україні
В серпні 2020 року в Україну почалися поставки вантажівок Daewoo Maximus, що є дещо зміненою версією Tata Prima. Модель Daewoo Maximus 4х2 GC5AA має вантажопідйомність 12 800 кг. При колісній базі 5,5 м на шасі можна встановлювати кузовні надбудови довжиною до 7,5 м і внутрішнім об'ємом до 45 м3.
Daewoo Maximus оснащений 5,9 л турбодизелем Doosan DL06K Євро-5, потужністю 280 к.с. У парі з ним працює механічна 6-ст. КПП ZF 6S1000.